# Gbrainy
gbrainy es un entrenador mental que incluye varios videojuegos de lógica de propósitos educativos licenciado bajo la GPL y disponible para el sistema operativo GNU/Linux. Está programado en C# y además ha sido portado al entorno gráfico Sugar, así como a Microsoft Windows.
Más específicamente, contiene lo siguiente:
- Acertijos de lógica. Son videojuegos diseñados para desafiar el razonamiento y el pensamiento.
- Cálculos mentales. Videojuegos basados en operaciones aritméticas diseñadas para mejorar la habilidad de realizar cálculos con la mente.
- Entrenadores de memoria. Videojuegos diseñados para desafiar la memoria a corto plazo.